# Lawrence O'Donnell
Lawrence Francis O'Donnell Jr. (Boston, 7 novembre 1951) è un giornalista, conduttore televisivo, autore televisivo, commentatore politico liberale e conduttore di The Last Word with Lawrence O'Donnell, un programma di notizie e opinioni prodotto dalla MSNBC ed in onda nei giorni feriali. statunitense.

## Biografia
O'Donnell iniziò la sua carriera politica nel 1989 come assistente del senatore statunitense Daniel Patrick Moynihan e fu direttore dello staff della Commissione Finanze del Senato. Si definisce un «socialista europeo pratico».
È stato scrittore e produttore della serie della NBC The West Wing, nella quale ha interpretato il ruolo del padre del presidente Bartlet nei flashback, ed è stato creatore e produttore esecutivo della serie della NBC Mister Sterling. È inoltre apparso nel ruolo ricorrente di Lee Hatcher nella serie HBO Big Love.